# Tommy Milton

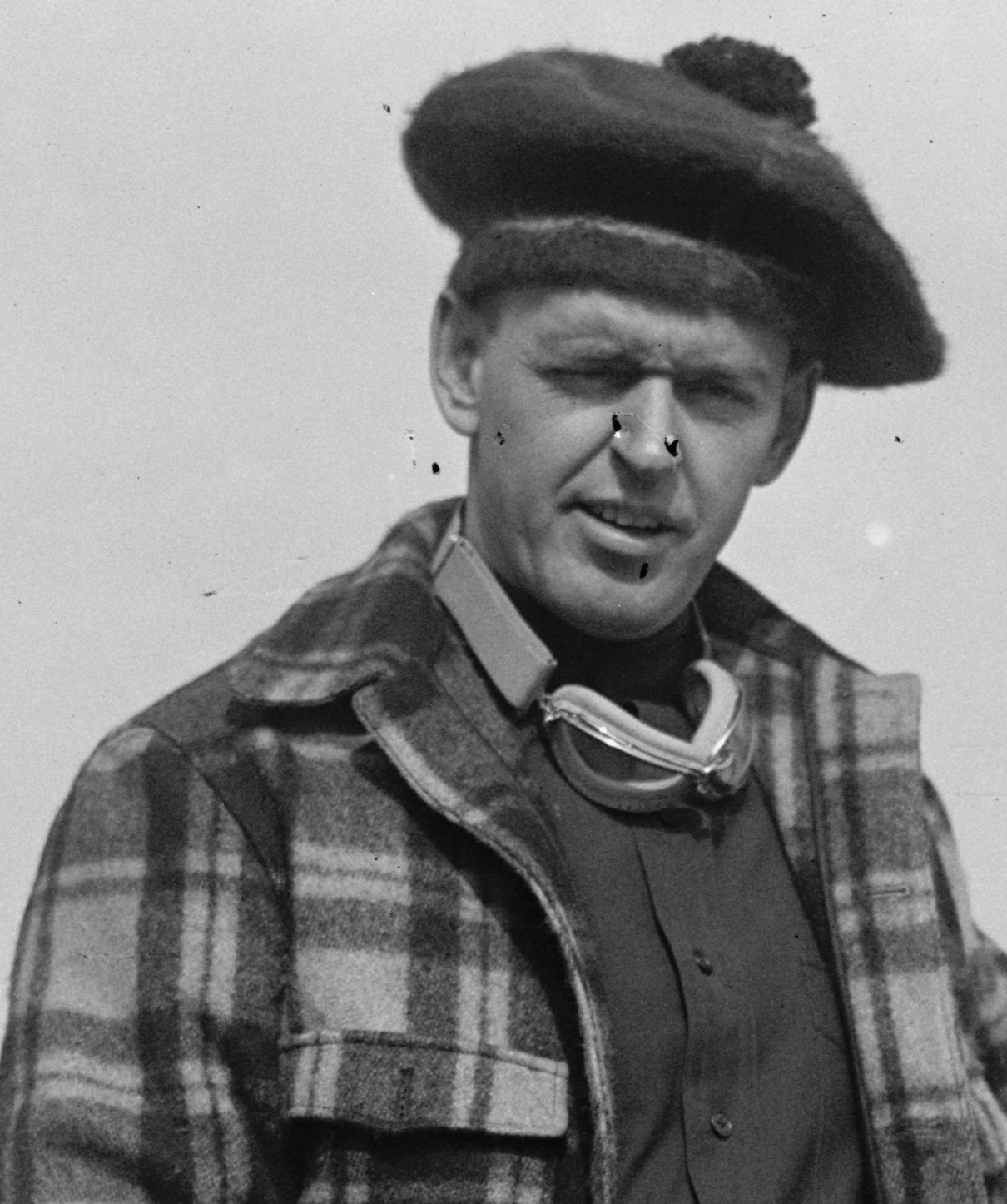
Tommy Milton 1925

Thomas „Tommy“ Milton (* 14. November 1893 in St. Paul, Minnesota; † 10. Juli 1962 in Mount Clemens, Michigan) war ein US-amerikanischer Automobilrennfahrer. Er war der Erste, der die 500 Meilen von Indianapolis zweimal gewann.

## Karriere
1914 begann Milton seine Rennfahrerkarriere und nahm an Dirt-Track-Rennen im mittleren Westen der USA teil. 1917 fuhr er landesweit Rennen und feierte seinen ersten großen Sieg auf einer Strecke in Providence, Rhode Island. 1919 war er Duesenberg-Werksfahrer. Als einer der dominierenden Piloten im amerikanischen Rennsport gewann er fünf der neun Meisterschaftsrennen inklusive des „International Sweepstakes“ in Sheepshead Bay, New York. In diesem Jahr debütierte er auch beim Indianapolis 500. Später in diesem Jahr erlitt er bei einem Unfall in Uniontown, Pennsylvania schwere Verbrennungen. Im darauf folgenden Jahr kehrte er zum Rennsport zurück und gewann am 19. Juni die Universal Trophy und die AAA National Championship.

### Weltrekord

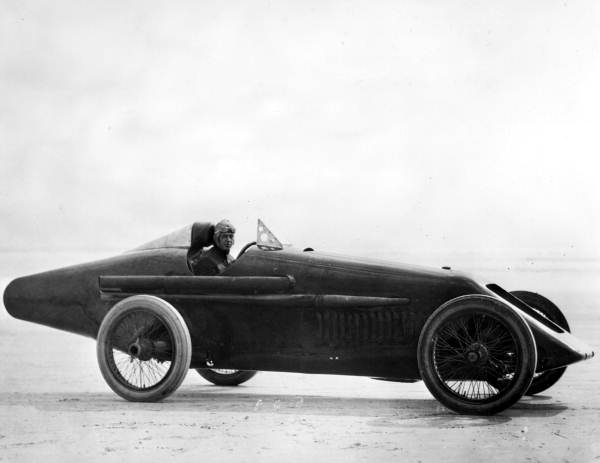
Tommy Milton im von ihm konstruierten Rekordwagen mit zwei Duesenberg-Motoren (1920)

Am 27. April 1920 stellte Milton den Landgeschwindigkeitsrekord über eine Meile auf 156,046 mph (251,132 km/h) ein. Seit dem 12. Februar 1919 war dieser von Ralph DePalma mit dem Packard 905 mit 149,875 mph (241,2 km/h) gehalten worden. Dieses Fahrzeug wurde von einem überarbeiteten V12-Flugzeugtriebwerk mit 905 c.i. (14.830 cm³) angetrieben. Für den Angriff auf diesen Rekord konstruierten Duesenberg und Milton ein Fahrzeug mit gleich zwei der infolge der neuen Rennformel nicht mehr benötigten 4,9-Liter-Duesenberg-297-Reihenachtzylinder. Sie waren vorn nebeneinander angebracht. Jedes Triebwerk hatte eine eigene Kupplung und eine eigene Kardanwelle. Die Lenksäule wurde zwischen den Motorblöcken angebracht, der linke Auspuff wurde hinter dem Armaturenbrett quer durch das Cockpit auf die rechte Seite geführt. Das Auto wurde im April 1920 zum Daytona Beach Road Course gebracht und von Miltons Team fertiggestellt. Während dieser in Havanna (Kuba) ein Rennen bestritt, stellte Teamfahrer Jimmy Murphy Ralph DePalmas Rekord ein, beschädigte aber die Motoren. Murphy wurde daraufhin entlassen. Am 27. April 1920 verbesserte Milton mit dem reparierten Wagen den Weltrekord auf 156,046 mph.

### Ergebnisse beim Indianapolis 500

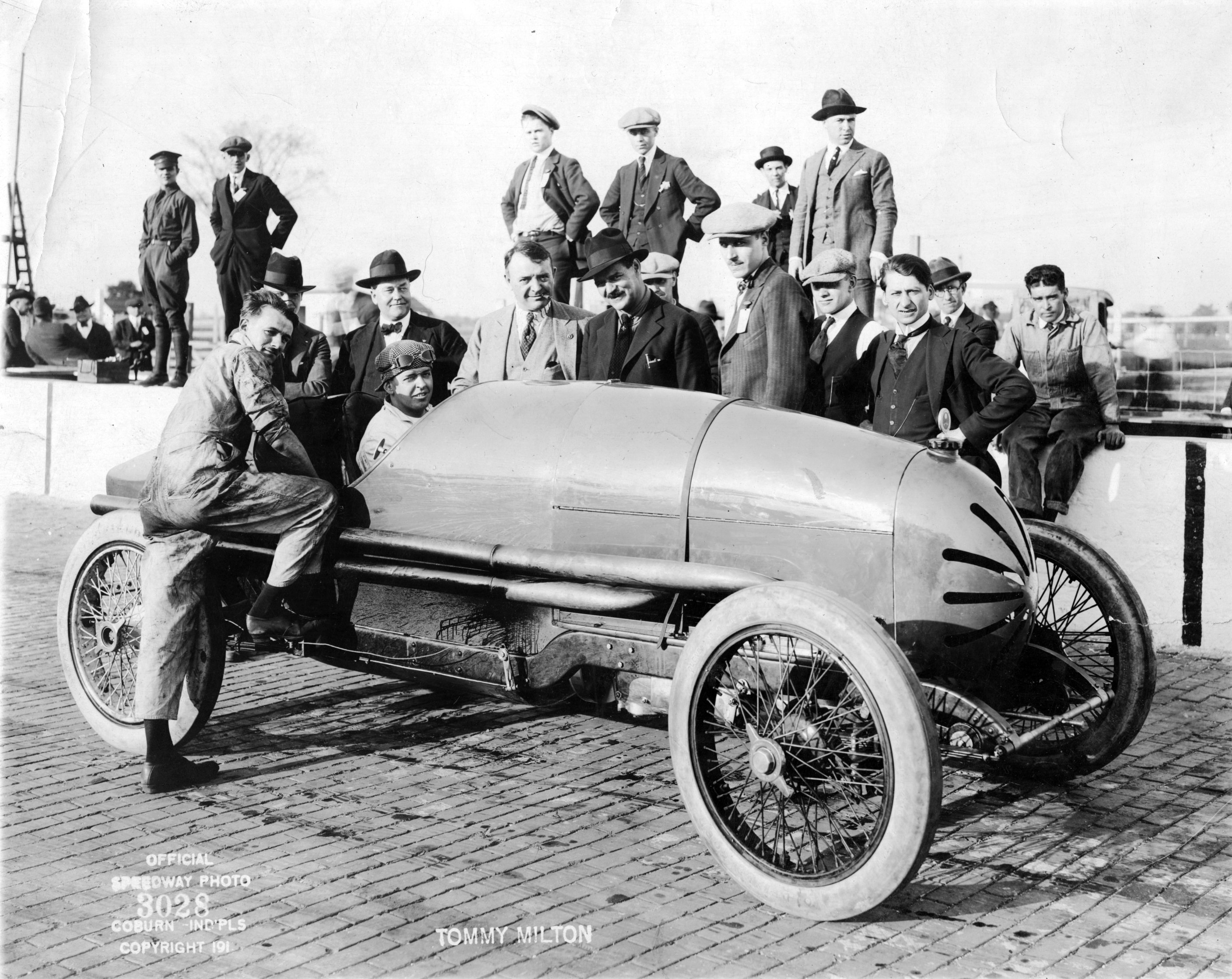
Tommy Milton, Barney Oldfield und Louis Chevrolet vor den Indianapolis 500 im Jahr 1921

Tommy Milton startete achtmal beim Indianapolis 500. Dabei startete er einmal von der Pole-Position und platzierte sich viermal unter den ersten fünf. Bei seiner ersten Teilnahme 1919 fuhr er einen Duesenberg. Auch bei seinem zweiten Start 1920 fuhr er einen Duesenberg und belegte den dritten Rang. Im Jahr 1921 gewann der zu diesem Zeitpunkt 27-jährige das Rennen in einem von Louis Chevrolet konstruierten Frontenac. 1922 fiel er nach nur 44 Runden wegen Tankproblemen aus. 1923 fuhr er für die H. C. S. Motor Car Company in einem Miller 122 und gewann das Rennen zum zweiten Mal. Letztmals startete er 1927 in Indianapolis und wurde Achter.
1936 kehrte Tommy Milton zum Indianapolis Motor Speedway zurück und fuhr dort das Pace Car. 1949 wurde er Rennleiter des Indianapolis 500, musste diesen Posten 1957 jedoch wegen gesundheitlicher Probleme aufgeben.